# Lae Ambat
Lae Ambat is een bestuurslaag in het regentschap Dairi van de provincie Noord-Sumatra, Indonesië. Lae Ambat telt 987 inwoners (volkstelling 2010).